# Pestișu Mic
Pestișu Mic là một xã thuộc hạt Hunedoara, România. Dân số thời điểm năm 2002 là 1291 người.